# Aston Martin DBS Superleggera
De Aston Martin DBS Superleggera is een Gran turismo, geproduceerd door de Britse luxeauto-fabrikant Aston Martin sinds 2018. De wagen volgde de Vanquish op als vlaggenschip GT van het merk. De Superleggera-naam is een eerbetoon aan Carrozzeria Touring Superleggera, die Aston Martin hielp bij het maken van de lichtste GT's in de jaren zestig en zeventig.

## Ontwerp
De DBS Superleggera is gebaseerd op de DB11 V12, maar met aanpassingen die hem onderscheiden van de DB11-lijn. De wagen kreeg het iconische DBS-kenteken dat ook gebruikt werd door de oorspronkelijke DBS en de DB9-gebaseerde DBS V12.
De voorkant van de auto is voorzien van een nieuwe voorbumper met een groot middenrooster voor verbeterde koeling van de motor en twee luchtafscheiders aan de zijkanten om de remmen te koelen. Twee ventilatieopeningen op de motorkap ondersteunen het motorkoelingproces. De 5,2-liter V12-motor met dubbele turbocompressor is opgewaardeerd en produceert 725 pk bij 6.500 tpm en 900 Nm koppel van 1800-5000 tpm. Om het zwaartepunt en de gewichtsverdeling te optimaliseren is de V12-motor zo laag en zo ver mogelijk in het chassis geplaatst.

## Prestaties
De DBS Superleggera kan versnellen van 0 tot 100 km/u in 3,4 seconden en van 0-200 km/u in 6,4 seconden. Een versnelling van 100-200 km/u in vierde versnelling neemt 4,2 seconden in beslag. De topsnelheid van de wagen bedraagt 340 km/u.  Er zijn drie rijmodi beschikbaar: GT, Sport en Sport Plus die het reactievermogen van het voertuig aanpassen.

## Ontvangst
Matt Saunders van Autocar beloonde de DBS Superleggera met een perfecte vijfsterrenscore. In zijn recensie schreef hij: "Dit is een uitstekende super-GT en vertegenwoordigt een verjongde Britse autofabrikant op zijn best". Autojournalist Jeremy Clarkson bekritiseerde de DBS Superleggera Volante omdat de wagen "eindeloos met zijn beschermplaten over verkeersdrempels schraapt", terwijl hij over de snelheid zegt dat "kopers er goed aan zouden doen om het gaspedaal met uiterste voorzichtigheid te behandelen" en hij concludeert dat kopers beter af zouden zijn met de DB11 Volante. De DBS Superleggera was te zien in de James Bond-film No Time to Die uit 2021, het exemplaar in de film heeft geen gadgets.

## Varianten

### DBS Superleggera Volante
De Volante, een cabrioletversie van de DBS Superleggera, werd onhuld in april 2019. De Volante heeft bijna identieke prestaties en dezelfde motor en transmissie als de coupé, maar wordt geleverd met een achtlaags vouwdak met acht kleuropties. Voor het eerst in de geschiedenis van het merk kan de wagen geleverd worden met een omlijsting van de voorruit in koolstofvezel.

### DBS Superleggera OHMSS
In mei 2019 presenteerde Aston Martin een DBS Superleggera om 50-ste verjaardag van de James Bond film On Her Majesty's Secret Service te vieren. De wagen volgt de specificaties van de originele DBS die in de film gebruikt werd, met een olijfgroene carrosseriekleur en een traditioneel Aston Martin radiatorrooster. Er werden slechts 50 exemplaren gemaakt.

### DBS GT Zagato
In oktober 2019 onthulde Aston Martin de Aston Martin DBS GT Zagato op het Audrain's Newport Concours in de Verenigde Staten. De auto is gebaseerd op de DBS Superleggera en het piekvermogen is verhoogd van 715 pk naar 760 pk. De wagen is enkel verkrijgbaar in het zogenaamde "DBZ Centenary Collection"-pakket, dat naast een DBS GT Zagato ook een DB4 GT Zagato-continuation bevat. Er waren slechts 19 van deze pakketten te koop, voor een bedrag van zes miljoen pond per pakket.

### DBS Superleggera 007 Edition
De DBS Superleggera 007 Edition werd onthuld in augustus 2020. De 007 Edition is voorzien van een Ceramic Grey-exterieurlak met een contrasterend zwart koolstofvezel dak, spiegelkappen, splitter, diffuser en achterspoiler. De wagen heeft ook glanzend zwarte, diamant-gedraaide 21 inch-wielen. De productie is beperkt tot 25 stuks.

## Fotogalerij

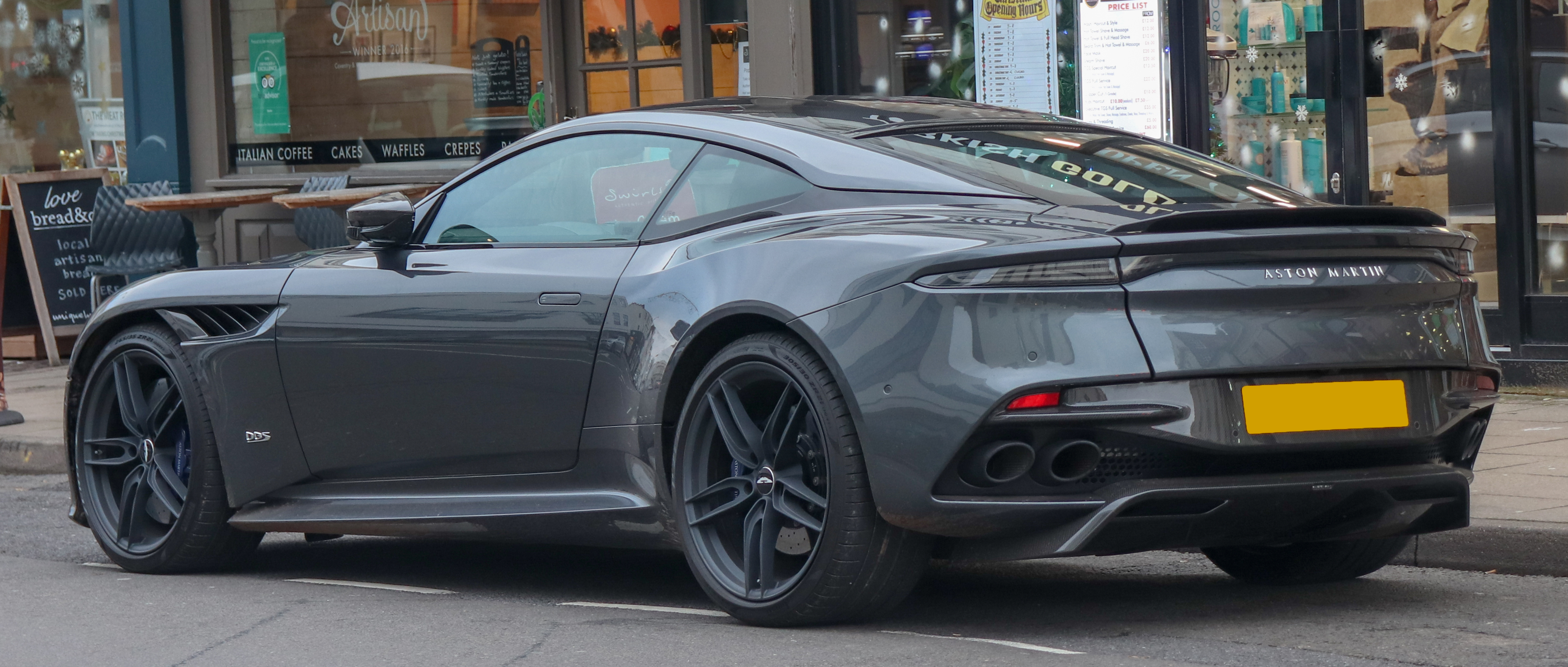
DBS Superleggera, achteraanzicht
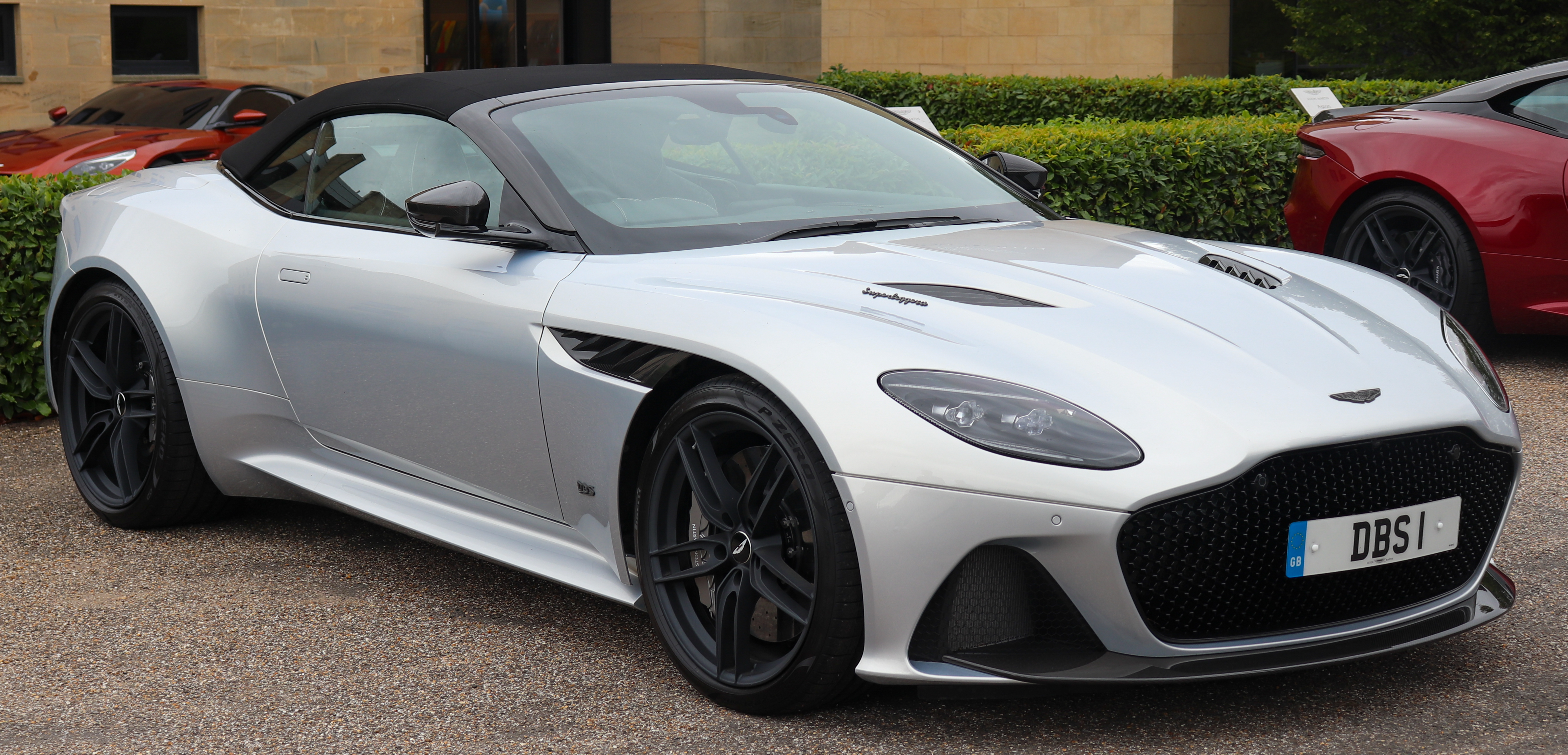
DBS Superleggera Volante
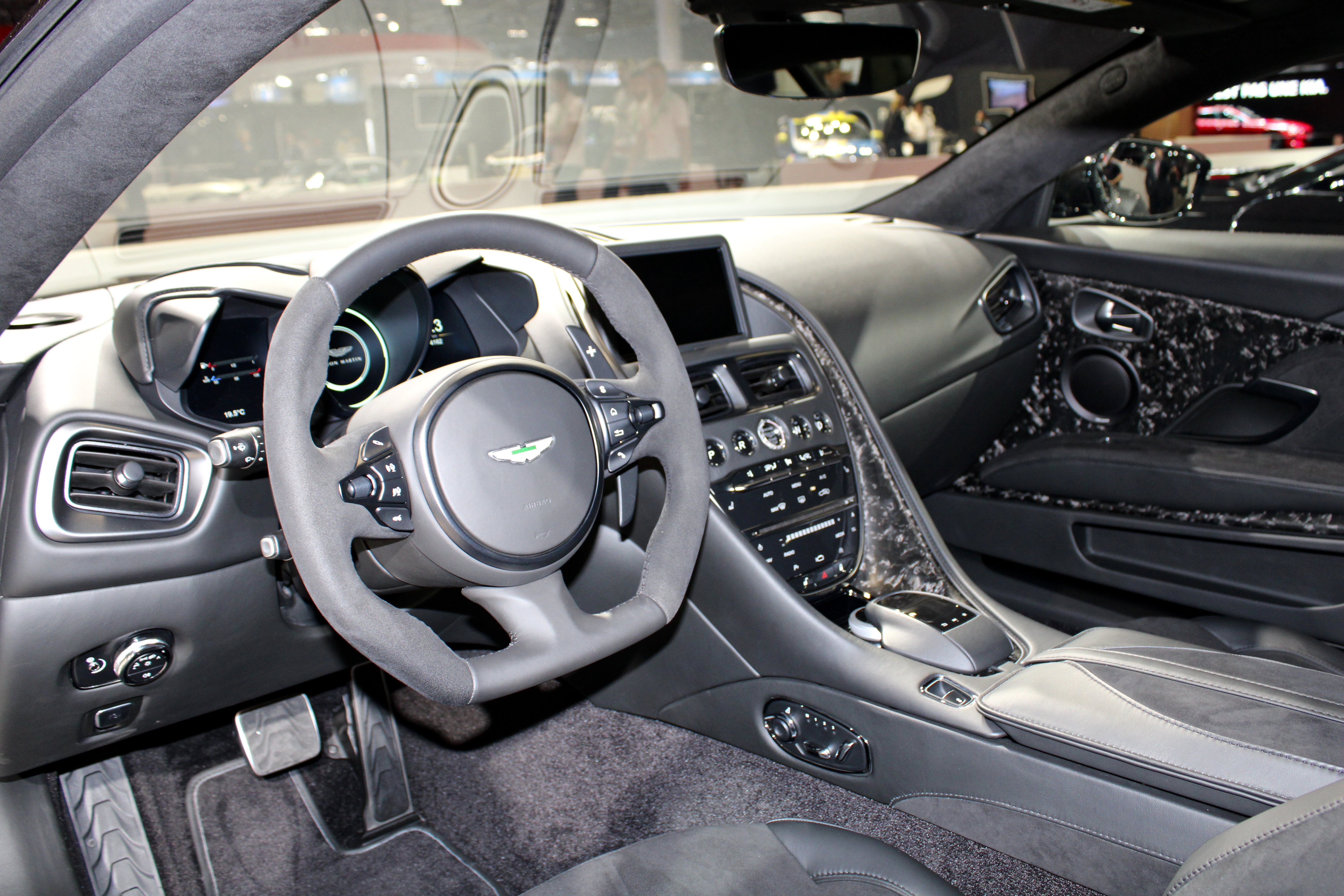
DBS Superleggera, interieur
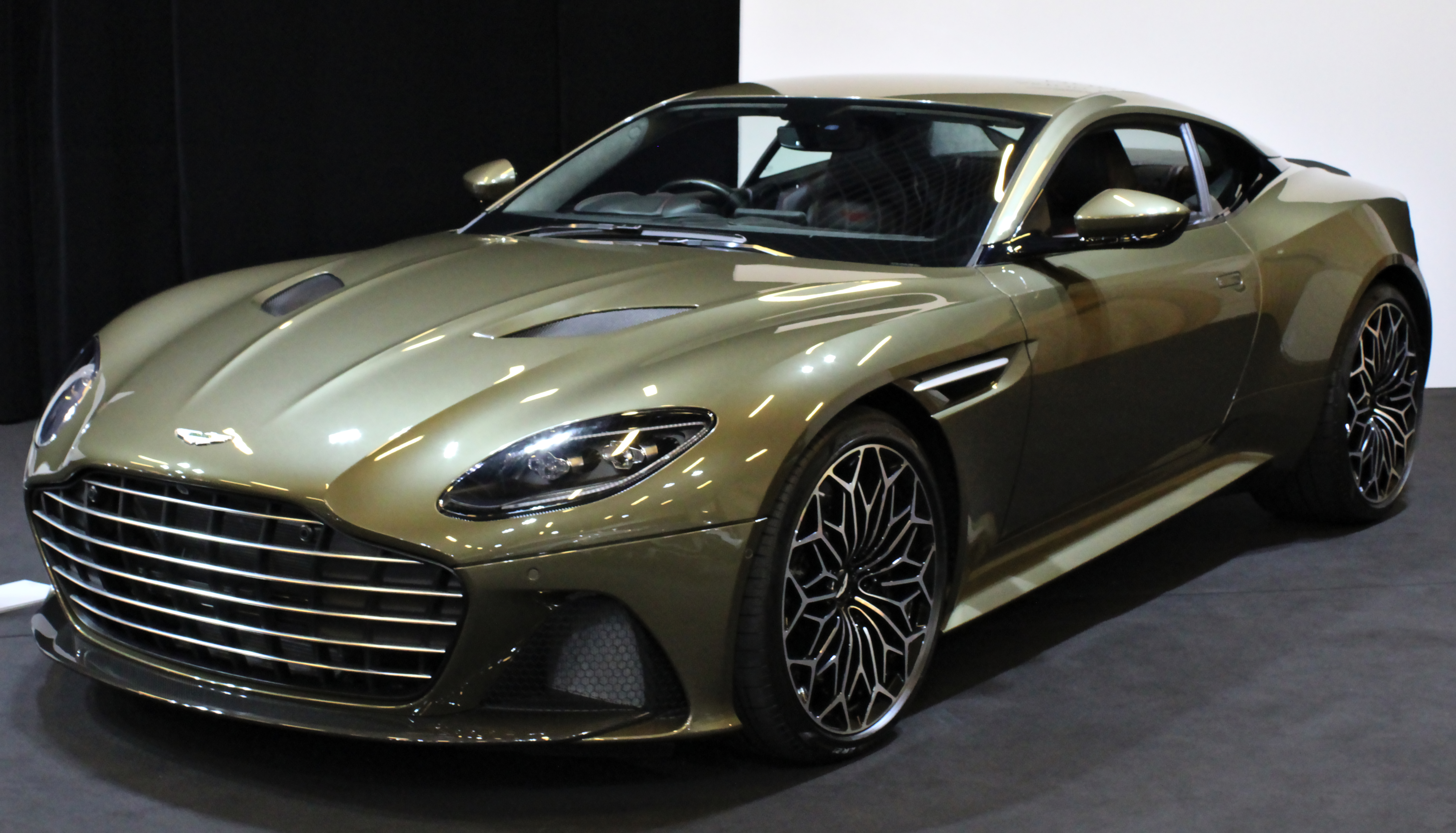
DBS Superleggera OHMSS
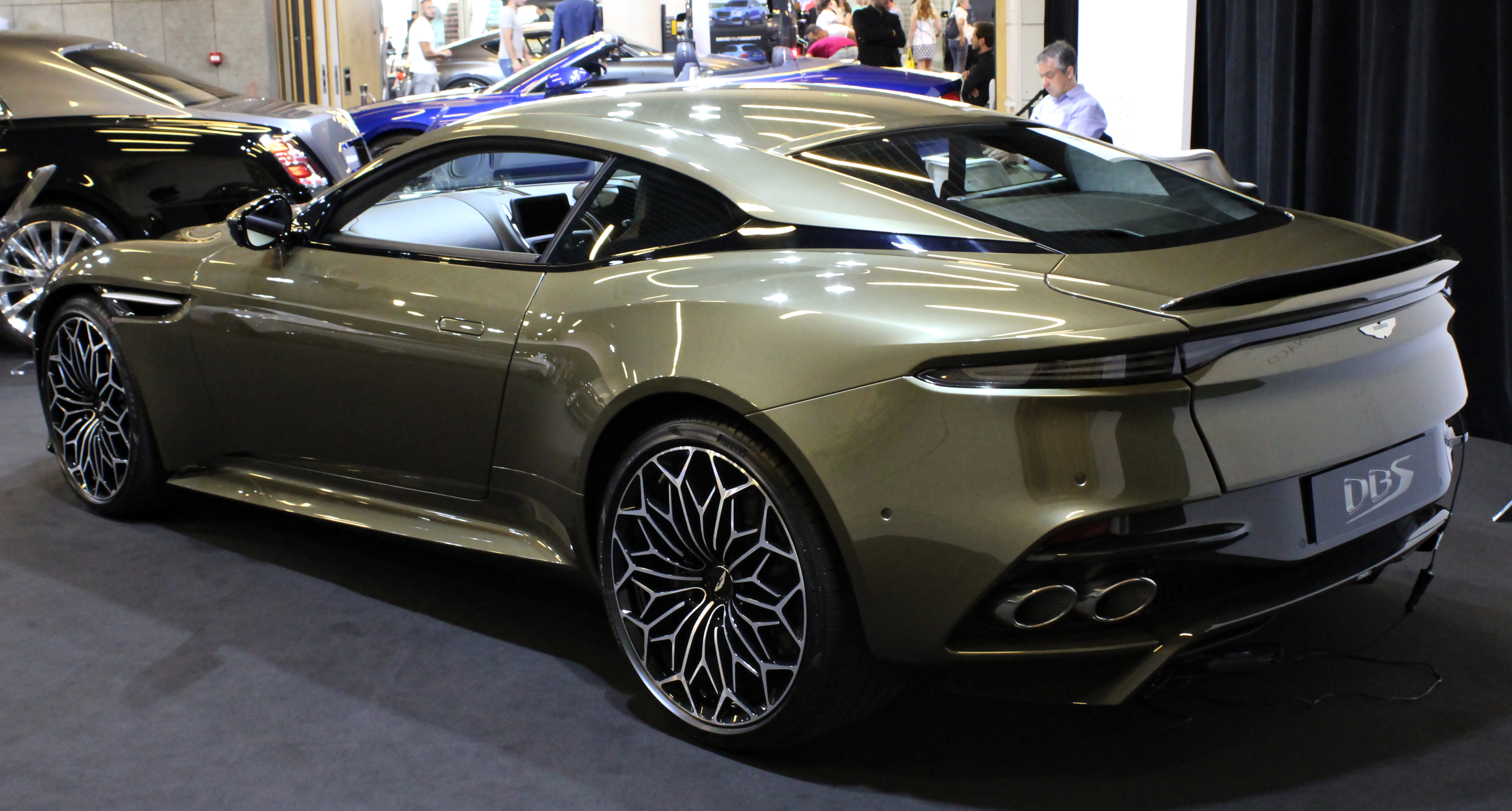
DBS Superleggera OHMSS, achteraanzicht
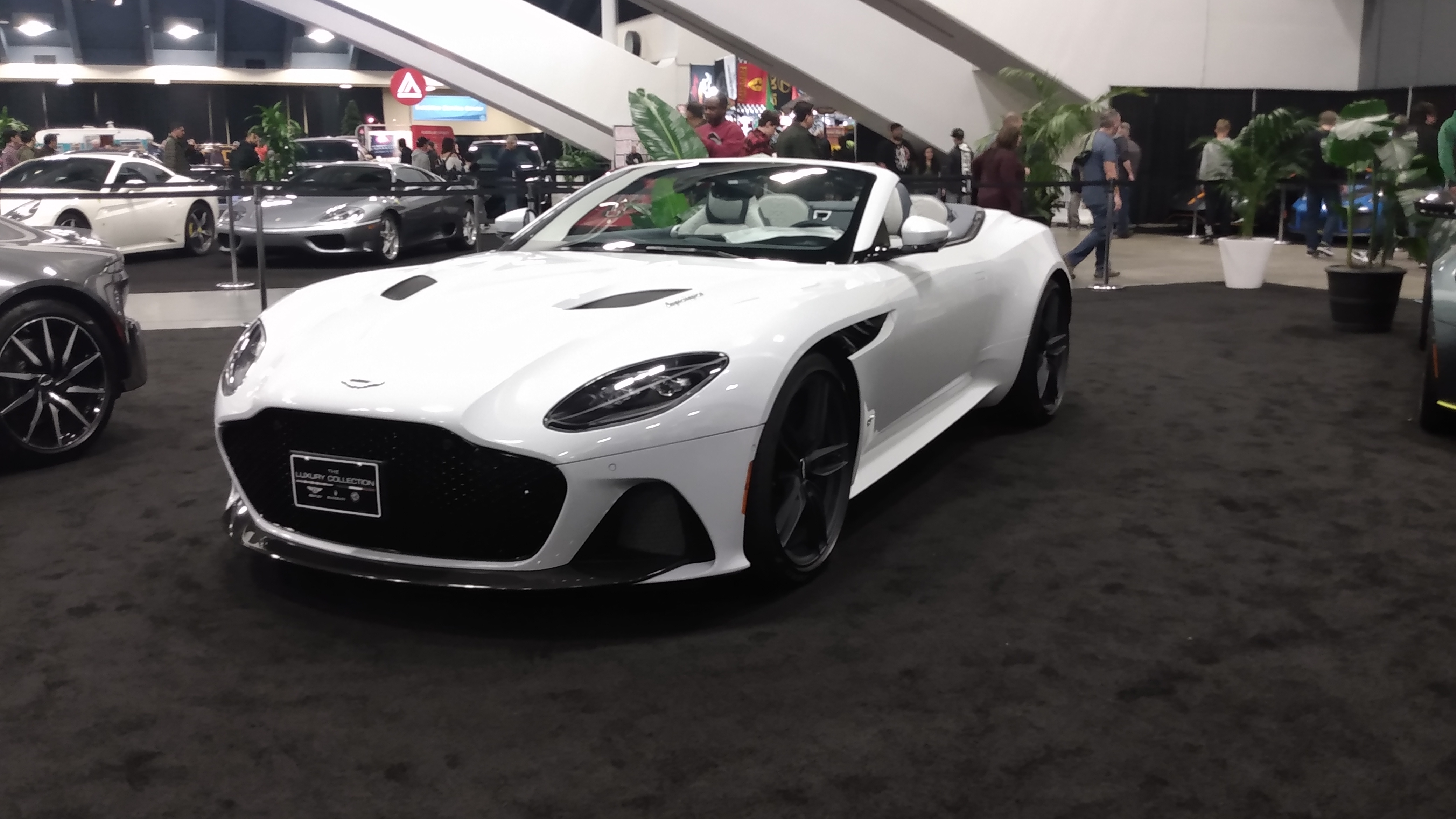
Volante Supperleggera met het vouwdak naar beneden
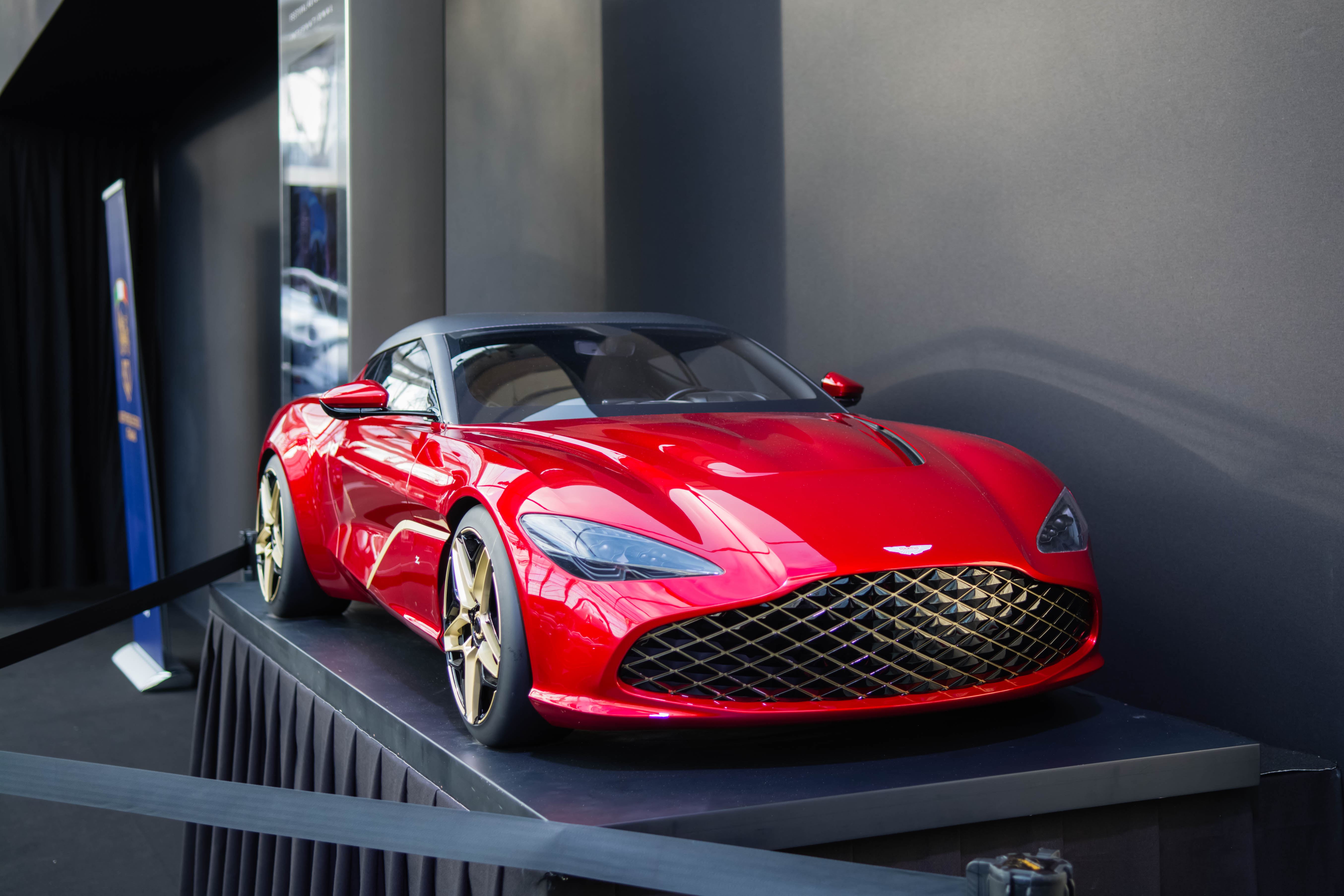
DBS GT Zagato
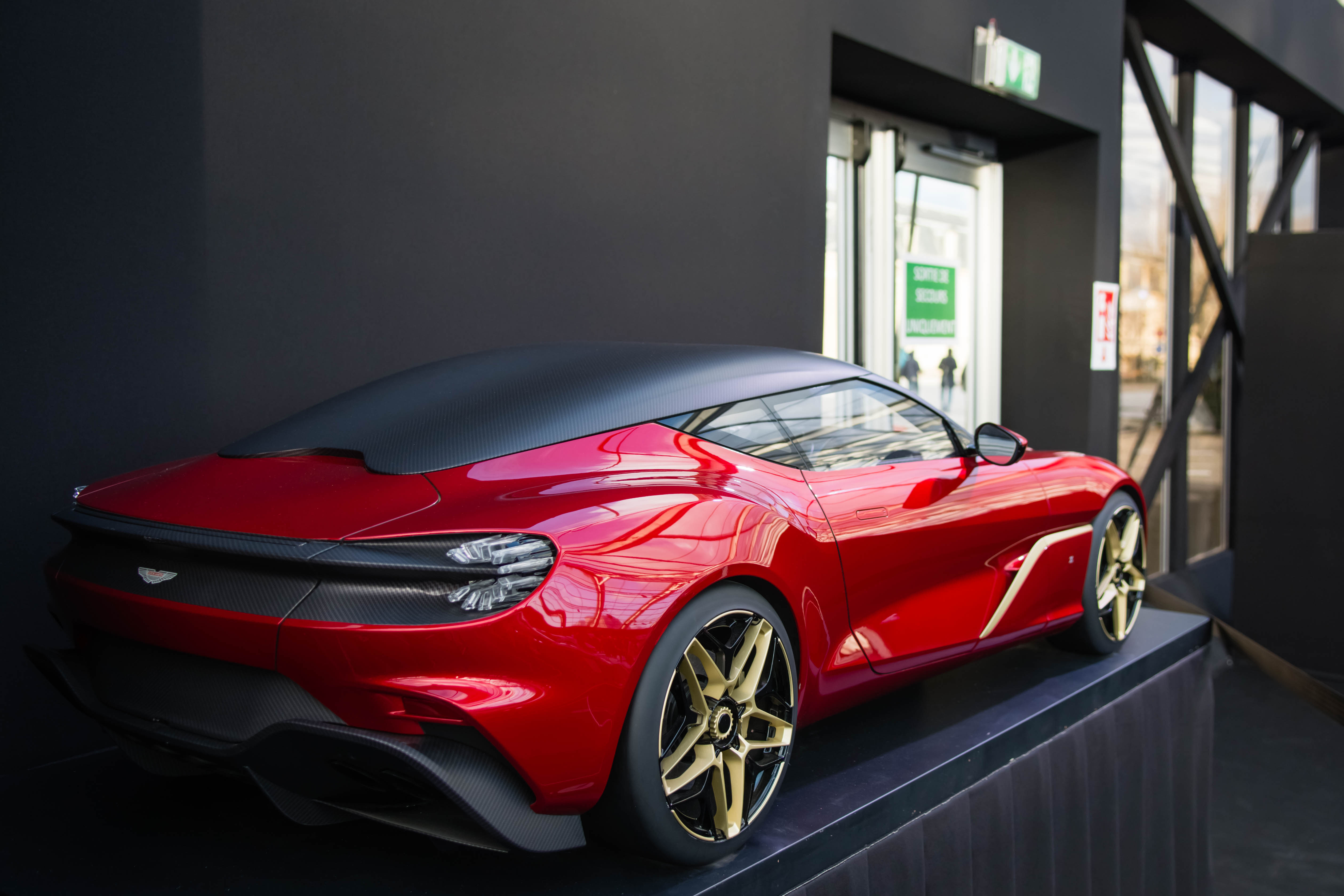
DBS GT Zagato, achteraanzicht